# Talsperre Capanda
Die Talsperre Capanda (portugiesisch Barragem de Capanda) staut den Fluss Cuanza in Angola.

## Geografie
Auf dem Stück bildet der Cuanza die Grenze zwischen den Provinzen Cuanza Sul und Malanje. Die Hauptstadt Luanda liegt etwa 360 km nordwestlich von Capanda. Etwas nördlich des Speichersees befindet sich die Ortschaft Pungo Andongo sowie die Kleinstadt Cacuso.

## Geschichte
Mit dem Projekt zur Errichtung der Talsperre wurde im Jahre 1982 begonnen. Die eigentlichen Bauarbeiten begannen 1987 und wurden von der brasilianischen Firma Odebrecht durchgeführt. Der Baufortschritt wurde aber wiederholt durch den Bürgerkrieg in Angola unterbrochen. Die Talsperre dient der Stromerzeugung. Sie ist im Besitz der Empresa Nacional de Electricidade (ENE, seit 2014 PRODEL).

## Absperrbauwerk
Das Absperrbauwerk besteht aus einer Gewichtsstaumauer aus Beton mit einer Höhe von 110 m. Die Länge der Mauerkrone beträgt 1200 (bzw. 1470) m.
Der Staudamm verfügt sowohl über einen Grundablass als auch über eine Hochwasserentlastung. Über den Grundablass und die Turbinen können maximal 1270 m³/s abgeleitet werden, über die Hochwasserentlastung maximal 7760 m³/s. Das Bemessungshochwasser liegt bei 4800 (bzw. 6400 oder 9700) m³/s; die Wahrscheinlichkeit für das Auftreten dieses Ereignisses wurde mit einmal in 100 (bzw. 1000 oder 10.000) Jahren bestimmt.

## Stausee
Der Stausee hat ein Einzugsgebiet von etwa 110.000 km².
Beim normalen Stauziel von 950 m (maximal 951,5 m bei Hochwasser) erstreckt sich der Stausee über eine Fläche von rund 164 (bzw. 170) km² und fasst 4,8 Mrd. m³ Wasser – davon können 3,56 Mrd. m³ genutzt werden. Das minimale Stauziel liegt bei 917 m.

## Kraftwerk
Das Kraftwerk Capanda war mit einer installierten Leistung von 520 MW das (Stand Feb. 2015) größte Wasserkraftwerk in Angola. Die durchschnittliche Jahreserzeugung liegt bei 3 Mrd. kWh. Es wurde inzwischen von der Laúca und der Cambambe-Talsperre überholt.
Die installierte Leistung von Capanda stellt fast 30 % der gesamten Erzeugungskapazität Angolas in Höhe von 1848 MW dar (Stand Mai 2014).
Die vier Francis-Turbinen des Kraftwerks leisten jede maximal 130 MW. Laut GEO wurden sie 1999 in Betrieb genommen. Die Turbinen stammen von LMZ Russia und die Generatoren von Electrosila Russia. Das Kraftwerk wird von ENE betrieben.
Die maximale Fallhöhe beträgt 84 m. Der maximale Durchfluss aller Turbinen liegt bei 640 m³/s.

## Sonstiges
Laut GEO lagen die Errichtungskosten bei 4 Mrd. USD.
Im Jahre 2012 führte Trockenheit dazu, dass das Stauziel in Capanda von 950 m auf 927 m zurückging. Dadurch fiel die Stromerzeugung im Kraftwerk Capanda auf 240 MW und dies hatte tägliche Stromausfälle in der Hauptstadt Luanda zur Folge. Um dieses Problem zu beheben und um den Anteil der Bevölkerung mit Zugang zu Elektrizität zu erhöhen (60 % der Bevölkerung sind nicht an das Stromnetz angeschlossen), soll die Stromproduktion des Landes bis 2017 auf 6000 MW ausgeweitet werden, wozu insbesondere der Bau weiterer Wasserkraftwerke am Cuanza gehört.